# Justizvollzugsanstalt Köln
Die Justizvollzugsanstalt Köln ist eine Justizvollzugsanstalt im Kölner Stadtteil Ossendorf. Sie besteht seit 1969 und ist für erwachsene Männer und Frauen vorgesehen.

## Anlage
Die gesamte Anlage ist in einzelne Hafthäuser aufgeteilt, um den Forderungen der Strafrechtspflege gerecht werden zu können. Die Verwaltungstrakte sowie Kirche und Bibliothek bilden das Kernstück der JVA, die einzelnen Gefangenenabteilungen sind über das Zentrum durch ein Gangsystem verbunden. Die Haftanstalt verfügt über 1171 Haftplätze. Davon gehören 37 zu einer Außenstelle für Frauen im offenen Vollzug. Weiterhin sind Freistundenhöfe, Freizeit- bzw. Arbeitsräume und ein Werkstattgebäude vorhanden.
Die JVA Ossendorf ist von einer etwa 1,3 km langen Mauer umgeben, die nach innen 5 m und nach außen zwischen 3,50 und 4,50 m hoch ist, was bewirkt, dass sich die Haftanstalt mit einer aufgelockerten Bepflanzung in das sie umgebende Wohngebiet einfügt und nach außen nicht sofort als Gefängnis erkennbar ist.
Bedient wird die JVA Köln durch die Stadtbahn Köln, Haltestelle Rektor-Klein-Straße der Linie 5.
Der Volksmund bezeichnet die JVA weiterhin mit dem Namen des alten Kölner Gefängnisses als „Klingelpütz“.

## Geschichte

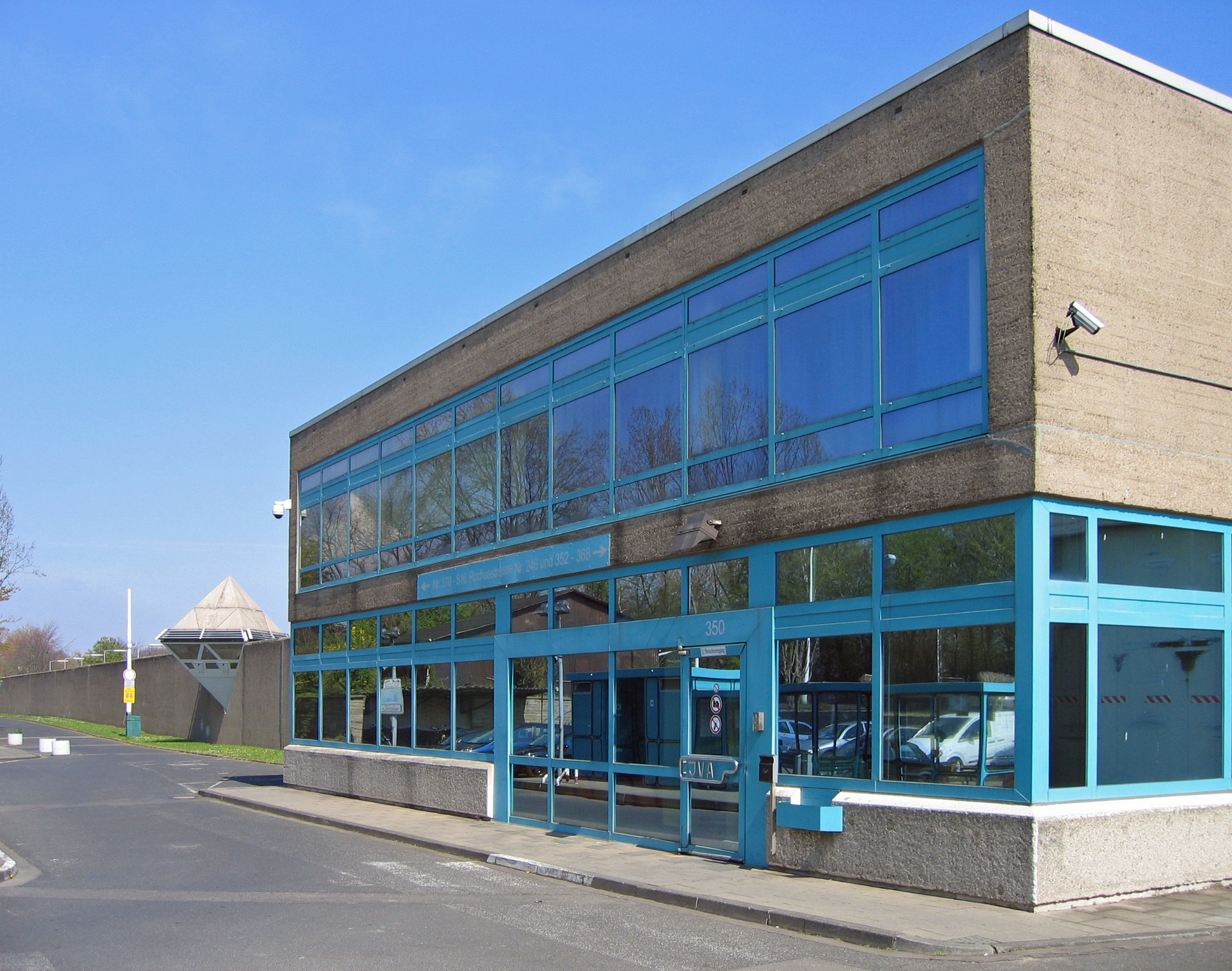
Besuchereingang der JVA Köln

Das Land Nordrhein-Westfalen schrieb im Jahr 1959 einen Wettbewerb zur Errichtung eines Gefängnisneubaus in der Rochusstraße im Kölner Stadtteil Ossendorf aus. Gewinner des Wettbewerbs waren Prof. Fritz Jaenecke, Architekt, und Erich Heyne, Ingenieur, sowie der schwedische Architekt Sten Samuelsen.
Der Grundstein für die neue JVA, die als Nachfolger des am Gereonswall gelegenen alten Gefängnisses entstehen sollte, wurde am 3. November 1961 gelegt; das Gelände war mit 25 Hektar etwa zehnmal so groß wie das des alten Gefängnisbaus in der Kölner Innenstadt. Nach einem allgemeinen Baustopp für öffentliche Bauten in den Jahren 1960 bis 1963 wurde am 7. Dezember 1966 Richtfest gefeiert, und im November 1968 trafen die ersten Gefangenen ein. Im März 1969 wurden die Frauenhäuser belegt und im Mai 1969 die neue Justizvollzugsanstalt fertiggestellt und offiziell in Betrieb genommen.

## Insassen
In Köln-Ossendorf waren mehrere prominente Häftlinge untergebracht: u. a. Kanzleramts-Spion Günter Guillaume, der Bankier Iwan David Herstatt, Kindermörder Jürgen Bartsch oder die RAF-Terroristin Ulrike Meinhof und die NSU-Terroristin Beate Zschäpe. Derzeit sitzt dort der wegen der Reemtsma-Entführung bekannt gewordene Thomas Drach in Untersuchungshaft.
Das ehemalige Kunstfälscherehepaar Helene und Wolfgang Beltracchi hat seinen Briefwechsel der 14-monatigen Untersuchungshaft veröffentlicht, in dem die Verhältnisse und Missstände in der JVA Ossendorf aus ihrer Sicht beschrieben werden.

## Zuständigkeit
Die JVA Köln ist zuständig für die Vollstreckung von:
- Untersuchungshaft, Auslieferungs- und Durchlieferungshaft an Erwachsenen Männern und Frauen
- Zivilhaft an Männern und Frauen
- Jugendstrafe und Freiheitsstrafe (§ 144 JGG) an Frauen
- Freiheitsstrafe bis drei Jahre an Frauen
- Freiheitsstrafe bis unter drei Monate an Männern
- Freiheitsstrafe (Erstvollzug) von mehr als 18 Monaten bis einschließlich zwei Jahre an Männern
- Freiheitsstrafe (Erstvollzug) von drei bis unter 12 Monate an Männern
- Freiheitsstrafe (Regelvollzug) von drei bis einschließlich 18 Monate an Männern
- Freiheitsstrafe von mehr als 24 Monaten bis einschl. 48 Monate an ausländischen Männern
- Freiheitsstrafe nach Maßgabe besonderer Bestimmungen (Progression, offener Vollzug, Frauen)
- Ersatzfreiheitsstrafe (soweit nicht in Unterbrechung von Untersuchungshaft oder Abschiebungshaft, offener Vollzug, Frauen)
- Freiheitsstrafe von drei Monaten und mehr bei Verurteilten, die sich auf freiem Fuß befinden (offener Vollzug, Frauen)[6][7]

Die Zuständigkeiten der Justizvollzugsanstalten in Nordrhein-Westfalen sind im Vollstreckungsplan des Landes NRW geregelt (AV d. JM v. 16. September 2003 – 4431 – IV B. 28 -).

## Ausbildung und Weiterbildung
Die JVA Köln ist eine Anstalt in NRW, die auch die Berufsausbildung für Gefangene anbietet. Es stehen 73 Ausbildungsplätze zur Verfügung. Träger der Ausbildungsmaßnahmen ist das Berufsförderungswerk des Deutschen Gewerkschaftsbundes.
Ausgebildet werden:
- Frisörin
- Modulare Qualifizierung im Fachbereich Frisörin
- Modulare Qualifizierung im Fachbereich Änderungsschneiderin
- Modulare Qualifizierung im Fachbereich Modenäherin
- Modulare Qualifizierung in den Bereichen Bürokommunikation und VHS Grundlehrgang
- Textilreinigerin[10]

Die Gefangenen haben die Möglichkeit, an verschiedenen Bildungsangeboten teilzunehmen. Seit 1998 bietet das Abendgymnasium Köln koedukative Kurse zur Erlangung der Schulabschlüsse Hauptschule, Mittlere Reife und Fachabitur an. Des Weiteren werden berufliche Grundkurse in Kooperation mit der VHS unterrichtet.